# Decentraleyes

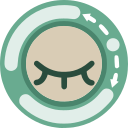
Decentraleyes标志

Decentraleyes是一款适用于Google Chrome与Mozilla Firefox网页浏览器的隐私保护扩展，用于保护使用者免遭集中的内容交付网络（CDN）的跟踪。

## 功能
Decentraleyes通过使用本地CDN库文件并拦截第三方库文件来提高网页加载速度并保护隐私。

## 兼容性
Decentraleyes与所有主流隐私安全类附加组件兼容，包括但不限于：uBlock Origin、Adblock Plus、HTTPS Everywhere、隐私獾等。